# Heinz Nawratil
Heinz Gottfried Nawratil (* 18. Juni 1937 in Zauchtel; † 15. Mai 2015) war ein deutscher Jurist und Publizist. Sein Schwarzbuch der Vertreibung ist ein wichtiger Bezugspunkt der Vertriebenenverbände. Nawratil gibt darin die Zahl der von der Vertreibung betroffenen Deutschen mit 20 Millionen an. Historiker haben diese Angaben als weit überhöht bezeichnet und Nawratils Berechnungen kritisiert.

## Leben
Der Sohn eines Arztes besuchte zunächst die Volksschule in Zauchtel, nach der Vertreibung der Deutschen aus der Tschechoslowakei 1946 dann die Volksschulen in Tegernsee und Hausham. 1948 wechselte er auf die Oberrealschule Miesbach, wo er 1957 das Abitur ablegte. Anschließend studierte er Volkswirtschaft und Jura an den Universitäten in München und Saarbrücken. 1961 absolvierte er das Erste Staatsexamen und wurde 1962 Referendar im Bereich des OLG München. Nach der Promotion 1964 bei Theodor Maunz ließ sich Nawratil 1970 als Notar nieder. Er verfasste mit BGB leicht gemacht (1965) und HGB leicht gemacht einführende Lehr- und Übungsbücher, die seit ihrem Erscheinen regelmäßig neu aufgelegt wurden. Nawratil war Mitglied des Witikobundes und engagierte sich in der Gesellschaft für bedrohte Völker, für die er Reisen nach Bosnien, Afghanistan und in den Irak unternahm.

## Veröffentlichungen zur Vertreibung
Besondere Bekanntheit erlangte Nawratil durch Publikationen zur Geschichte der Vertreibung. Er sieht in der Vertreibung der Deutschen die „größte Völkervertreibung der Weltgeschichte“ und den „größten Verbrechenskomplex der Nachkriegsgeschichte“. Dabei stützt er sich auf die von Theodor Schieder herausgegebene Dokumentation der Vertreibung der Deutschen aus Ostmitteleuropa (1953–1961), Kalkulationen des Statistischen Bundesamtes zu den Vertreibungsverlusten und auf Aussagen Felix Ermacoras, des UNO-Sonderbeauftragten für Afghanistan. Nawratil zufolge verloren durch die Vertreibung mehr Deutsche ihre Heimat als Inder und Pakistani auf dem Indischen Subkontinent im Gefolge der Teilung Indiens 1947. Während Historiker von nicht mehr als 500.000 bis 600.000 Opfern ausgehen, gibt Nawratil die Zahl der Toten während der Vertreibung mit 2,8 bis 3 Millionen an. Für ihn handelt es sich bei der Vertreibung um „eine neuartige Form staatlich gelenkter Liquidationspolitik“.
Nawratils Schwarzbuch der Vertreibung (1. Aufl., 1982) ist ein wichtiger Bezugspunkt der Vertriebenenverbände. Erika Steinbach, Vorsitzende des Bundes der Vertriebenen (BdV), attestierte der vierten Auflage in einer Rezension für die Frankfurter Allgemeine Zeitung 1999, Nawratils Nachzeichnung der Motive zeige, „daß die Vertreibung auf Krieg und NS-Terror eben nicht wie der Donner auf den Blitz folgte, sondern ein diplomatisch vorbereitetes und abgesichertes, ein geplantes und konsequent durchgeführtes Großverbrechen war“.
Nawaratils Berechnungen sind jedoch von Historikern kritisiert worden. Ingo Haar warf Nawratil vor, er habe eine ernsthafte Auseinandersetzung mit den Ergebnissen statistischer Erhebungen des Kirchlichen Suchdienstes und der Deutsch-tschechischen Historikerkommission vermieden. Zwar verweise Nawratil auf die Studien des Kirchlichen Suchdienstes aus dem Jahr 1965, ignoriere aber dessen Differenzierung zwischen bekannten Todesfällen und unbekannten Schicksalen und weise die individuell nachvollziehbare Verluststatistik des Kirchlichen Suchdienstes von 0,473 Mio. Opfern nicht aus. Indem der BdV Nawratils „Fehlinterpretation“ als wissenschaftliche Referenz akzeptiere, so Haar, stütze er sich nicht nur auf die überholten Zahlen früher statistischer Erhebungen von 1953 bzw. 1958, sondern bestreite überdies die Kompetenz des Kirchlichen Suchdienstes und des Bundesarchivs, die 1965 und 1974 unabhängig voneinander sehr viel niedrigere Zahlen von Opfern unmittelbarer Gewalt nannten als Nawratil.
Martin Broszat, Direktor des Instituts für Zeitgeschichte und einstmals Mitarbeiter an der Dokumentation der Vertreibung, hatte bereits anlässlich der ersten Auflage von Nawratils Schwarzbuch, die 1982 noch unter dem Titel Vertreibungsverbrechen an Deutschen erschien, den auch von Nawaratil gebrauchten Begriff der „Vertreibungsverbrechen“ als „oft vage, viel zu allgemein und nicht strafrechtlich distinkt“ verworfen. Dem Begriff hafte der „Geruch der Verrechnungsabsicht“ an. Veröffentlichungen von Nawratil und Alfred Schickel bezeichnete Broszat namentlich als „[n]euere polemische Traktate aus rechtsnationaler Ecke, die die Definition und das Ausmaß der ‚Vertreibungsverbrechen‘ in absurder Weise ausweiten“. Broszat gibt auf der Grundlage eines Berichts des Bundesarchivs von 1974 die Zahl der Vertreibungsopfer mit 100.000 (Minimalzahl) und 250.000 (Maximalzahl) bei Gesamtverlusten von zwei Millionen Menschen an, ohne dass sich die exakte Zahl feststellen lasse.
Die Osteuropa-Historiker Eva und Hans Henning Hahn sehen Nawratil an der „Nahtstelle zum rechtsradikalen Milieu“. Überall begegne man Hinweisen darauf, dass Nawratils Interesse an der Vertreibung nur sekundär sei und stattdessen „der Rehabilitierung des nationalsozialistischen Kapitels der deutschen Geschichte“ gelte. Als Belege führen sie dazu einerseits politische Vorschläge „ohne Bezug zur Realität“ an, etwa dass Nawratil in der von Steinbach rezensierten Auflage seines Schwarzbuches den Rückkauf Ostpreußens anregte, um eine neue Wolgadeutsche Republik rund um Königsberg zu gründen. Andererseits verweisen sie auf seinen respektlosen, auch vor persönlichen Beleidigungen nicht zurückschreckenden Umgang mit politisch Andersdenkenden. In einem Interview mit der National-Zeitung anlässlich der Publikation seines Buches Der Kult mit der Schuld erläuterte Nawratil, er wolle mit dem Erinnern an die Vertreibung den „Kult mit der Schuld“ in Deutschland bekämpfen. Für ihn gingen „Linksradikalismus“ und „Antigermanismus“ Hand in Hand. 75 bis 80 % der Massenmedien stünden mehr oder weniger weit „links“. Deutschland sei von Schuldneurosen und Selbsthass bedroht. Darüber hinaus verweisen die Hahns auf einschlägige Publikationen Nawratils wie seinen Beitrag in dem von Rolf-Josef Eibicht herausgegebenen Sammelband 50 Jahre Vertreibung. Sie kommen zu dem Schluss:

„Anstelle einer diskursiven Auseinandersetzung mit vorhandenen historischen Quellen konstruiert [Nawratil] aus Informationssplittern Bilder von Vergangenheit und Gegenwart, die den Leser zum Richter abseits der Realität machen. Gerade das verhilft ihm zu seinem hohen Ansehen in rechtsradikalen Kreisen. […] Seine Texte dienen nicht nur dem Versuch, zum Erinnern an die Vertreibung beizutragen, sondern auch als ein erster Schritt auf dem Weg zu einer weiter reichenden Revision des gesamten öffentlichen Lebens in Deutschland, einschließlich der deutschen Außenpolitik.“

Nawratil gehörte dem Vorstand der Zeitgeschichtlichen Forschungsstelle Ingolstadt (ZFI) an (Stand 1996), zu diesem Zeitpunkt ein „geistige[s] Zentrum rechtsextremer Kreise für historische Forschungen“, die dem Geschichtsrevisionismus zugeordnet wird. Für die ZFI verfasste er Die deutschen Nachkriegsverluste unter Vertriebenen, Gefangenen und Verschleppten. Im Journal of Historical Review erschien 1990 seine Ehrung für Institutsleiter Alfred Schickel. 
Nawratil veröffentlichte in den Zeitschriften wir selbst, academia und Junge Freiheit und steuerte 1995 in einem Sonderausgabe der Wochenzeitung Das Parlament einen Beitrag mit dem Titel „Vertreibung und Flucht aus den deutschen Ostgebieten. Zu Menschen ohne Menschenrechte gemacht“ bei. 2005 trat Nawratil mit einem Vortrag unter dem Titel „Zivilbevölkerung und Kriegsende“ auf einer Konferenz des Instituts für Staatspolitik in Eisenach auf. Er hielt außerdem Vorträge bei der Burschenschaft Danubia München, der Staats- und Wirtschaftspolitischen Gesellschaft, bei der Tagung Damit Europa blühe… Licht auf die Schatten der Vergangenheit (2003) in der Evangelischen Akademie Bad Boll und 2010 beim „Lesertreffen“ des rechtsextremen Verlegers Dietmar Munier bzw. auf Einladung von dessen Schulverein zur Förderung der Russlanddeutschen in Ostpreußen e. V. auf Schloss Weißenstein. Im März 2012 referierte Nawratil beim Frühlingsfest der Schlesischen Jugend über „Vertreibung der Deutschen aus den Ostgebieten“ in den Räumlichkeiten des Vereins Gedächtnisstätte. Während durch die Schlesischen Jugend Thüringen und der personell eng mit ihr verbundenen Bundesgruppe nach Angaben der Bundesregierung Verbindungen der Schlesischen Jugend zur neonazistischen Szene sowie zur NPD bestehen und die Landsmannschaft Schlesien 2011 deshalb den Ausschluss der Schlesischen Jugend anstrebte, unterhält laut Bundesregierung auch der Verein Gedächtnisstätte Verbindungen zu rechtsextremistischen Organisationen sowie in die Skinhead- und Kameradschaftsszene.

## Schriften
- Der Ausgleich zwischen den Gemeinden als Aufgabe der Landkreise. Eine Unters. zum Problem d. Ausgleichsfunktion unter bes. Berücks. d. bayer. Rechtslage. München, Jur. F., Diss. v. 23. Nov. 1964., München 1964.
- BGB leicht gemacht. 31. Auflage. Ewald von Kleist-Verlag, Berlin 2011, ISBN 978-3-87440-227-9.
- HGB leicht gemacht. 22. Auflage. Ewald von Kleist-Verlag, Berlin 2009, ISBN 978-3-87440-245-3.
- Der Kult mit der Schuld. Geschichte im Unterbewusstsein. 5. Auflage. Universitas Verlag, München 2012, ISBN 978-3-8004-1439-0.
- Die deutschen Nachkriegsverluste / Vertreibung, Zwangsarbeit, Kriegsgefangenschaft, Stalins deutsche KZs. Völlig überarbeitete und erweiterte Neuauflage Auflage. Ares-Verlag, Graz 2008, ISBN 978-3-902475-49-7.
- Schwarzbuch der Vertreibung 1945 bis 1948. Das letzte Kapitel unbewältigter Vergangenheit. Mit einem Vorwort von Erika Steinbach. 14. Auflage. Universitas Verlag, München 2007, ISBN 978-3-8004-1474-1.
- Die Versöhnungsfalle / Deutsche Beflissenheit und polnisches Selbstbewusstsein. Universitas Verlag, München 2011, ISBN 978-3-8004-1497-0.
- Heinz Nawratil: Die Verbrechen an den deutschen Heimatvertriebenen. In: Rolf-Josef Eibicht (Hrsg.): 50 Jahre Vertreibung. Der Völkermord an den Deutschen. Ostdeutschland - Sudetenland. Rückgabe statt Verzicht. Hohenrain-Verlag, Tübingen 1995, ISBN 978-3-89180-041-6, S. 31–41.
- Die Vertreibung der Deutschen. Unbewältigte Vergangenheit Europas. In: Kulturelle Arbeitshefte. 3. Auflage. Band 29. Bund der Vertriebenen, Bonn 1994, ISBN 3-925103-69-4.